# Bielzia coerulans
Limace bleue
Genre
Espèce
Bielzia coerulans est une espèce de limaces de la famille des Limacidae, l'unique du genre Bielzia. Facilement reconnaissable à sa couleur bleue, on la trouve dans les Carpates.

## Description
L'adulte mesure entre 100 et 140 mm de long. L'animal est entièrement bleu, parfois vert bleuâtre (occasionnellement noir) avec une tête et des tentacules grisâtres, sombres, une marge jaunâtre et une sole pédieuse jaunâtre ou blanchâtre.
Les juvéniles sont brun jaunâtre avec des bandes latérales sombres.

## Reproduction

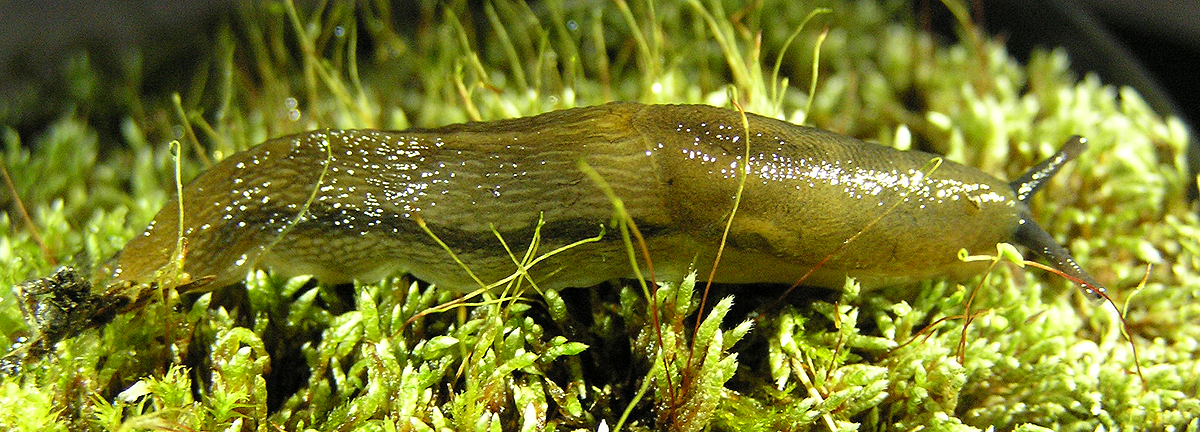
Les juvéniles sont marron.

Le système reproducteur ne comporte pas de pénis mais un organe accessoire pour la copulation.
La maturité est atteinte entre juin et juillet. La copulation a lieu au sol. De 30 à 80 œufs sont pondus à la fois et les adultes meurent après la ponte. Les jeunes hibernent alors qu'ils sont à moitié développés, et réapparaissent complètement après avoir fini leur développement en mai.

## Répartition et habitat
Cette espèce est endémique des Carpates, son habitat type étant les Carpates méridionales et vit en République tchèque, dans le sud de la Pologne, en Slovaquie, en Ukraine et en Roumanie.
Bielzia coerulans habite les forêts de feuillus et de conifères dans les montagnes, généralement au pied ou sous les tas de bois mort.

## Taxinomie
Bielzia coerulans fut décrit en 1851 sous le protonyme Limax coerulans par le malacologiste austro-hongrois Michael Bielz (1787-1866). En 1887, Stefan Clessin déplace l'espèce dans le genre Bielzia, considéré comme monotypique.
Certains auteurs (comme des malacologistes russes) classent le genre Bielzia comme l'unique genre de la famille des Limacopsidae créée par Gerhardt en 1935,. I. M. Likharev et Wiktor ont quant à eux créé en 1980 une sous-famille, celle des Bielziinae. Selon la taxinomie des gastéropodes par Bouchet et Rocroi (2005), ces deux taxons ne seraient que des synonymes des Limacinae.